# Maňa
Maňa je obec na Slovensku v okrese Nové Zámky. Žije v ní přibližně 1 900 obyvatel. Skládá se ze dvou částí (do roku 1962 samostatných obcí): Velká Maňa (maďarsky Nagy-Mánya a Malá Maňa (Kis-Mánya).
V obci stojí římskokatolický kostel Sedmibolestné Panny Marie z let 1746/1762 se vzácnou kopií obrazu Panny Marie, jehož originál je ve Vídni, a kostel Panny Marie Lurdské z roku 1944 v části obce Malá Maňa. Další památkou je zámeček, ve kterém sídlí domov sociálních služeb pro ženy a dívky. Ve správním území obce leží chráněný areál Maniansky park a zasahují do něj část přírodní památky Rieka Žitava a část přírodní rezervace Žitavský luh.
V obci velmi aktivně působí ochotnické divadlo a folklórní soubory Dolina a Dolinka.

## Osobnosti
- Dominik Hrušovský (1926–2016), slovenský římskokatolický biskup
- Benjamín Tinák (1930-2008), slovenský prozaik a básník
- Pavol Hrušovský (* 1952), poslanec Národní rady Slovenské republiky a bývalý předseda KDH a Národní rady SR
- Boris Zala (* 1952), poslanec Národní rady Slovenské republiky